# Xian KJ-600
Lo Xian KJ-600 è un bimotore turboelica imbarcato ad ala alta in fase di sviluppo, con compiti di Airborne Early Warning prodotto dall'azienda cinese Xian destinato a scopi di sorveglianza per la difesa delle future portaerei CATOBAR della Zhongguo Renmin Jiefangjun Haijun, la Marina dell'Esercito Popolare di Liberazione Cinese.

## Storia del progetto
Annunciato a partire dal 2017 (non una “novità” dato che le immagini satellitari ne confermavano i progressi), il velivolo sarebbe derivato in qualche modo dall’aereo da trasporto Xian Y-7 (tratto a sua volta dall’Antonov An-24), che i cinesi hanno impiegato come prototipo per le soluzioni da impiegare sul KJ-600.
Dopo un ciclo di prove del dimostratore tecnologico JYZ-01 sulla struttura di simulazione delle portaerei nel sud di Wuhan, il primo prototipo del velivolo ha volato il 29 agosto 2020.
Simile nelle linee allo Statunitense E-2C Hawkeye, non si sa molto sulla composizione dell'equipaggio che dovrebbe essere nell’ordine delle 5/6 unità.
Sul fronte del radar non si conoscono molti dettagli se non che si tratta di un'antenna AESA (Active Electronically Scanned Array).

## Varianti
KJ-600 (prototipo)
bimotore turboelica imbarcato ad ala alta in fase di sviluppo, con compiti AEW.

## Utilizzatori
Cina
- Aviazione di marina cinese